# Babiana ambigua
Babiana ambigua es una especie de planta fanerógama de la familia Iridaceae. Es un endemismo de Provincia del Cabo en Sudáfrica.

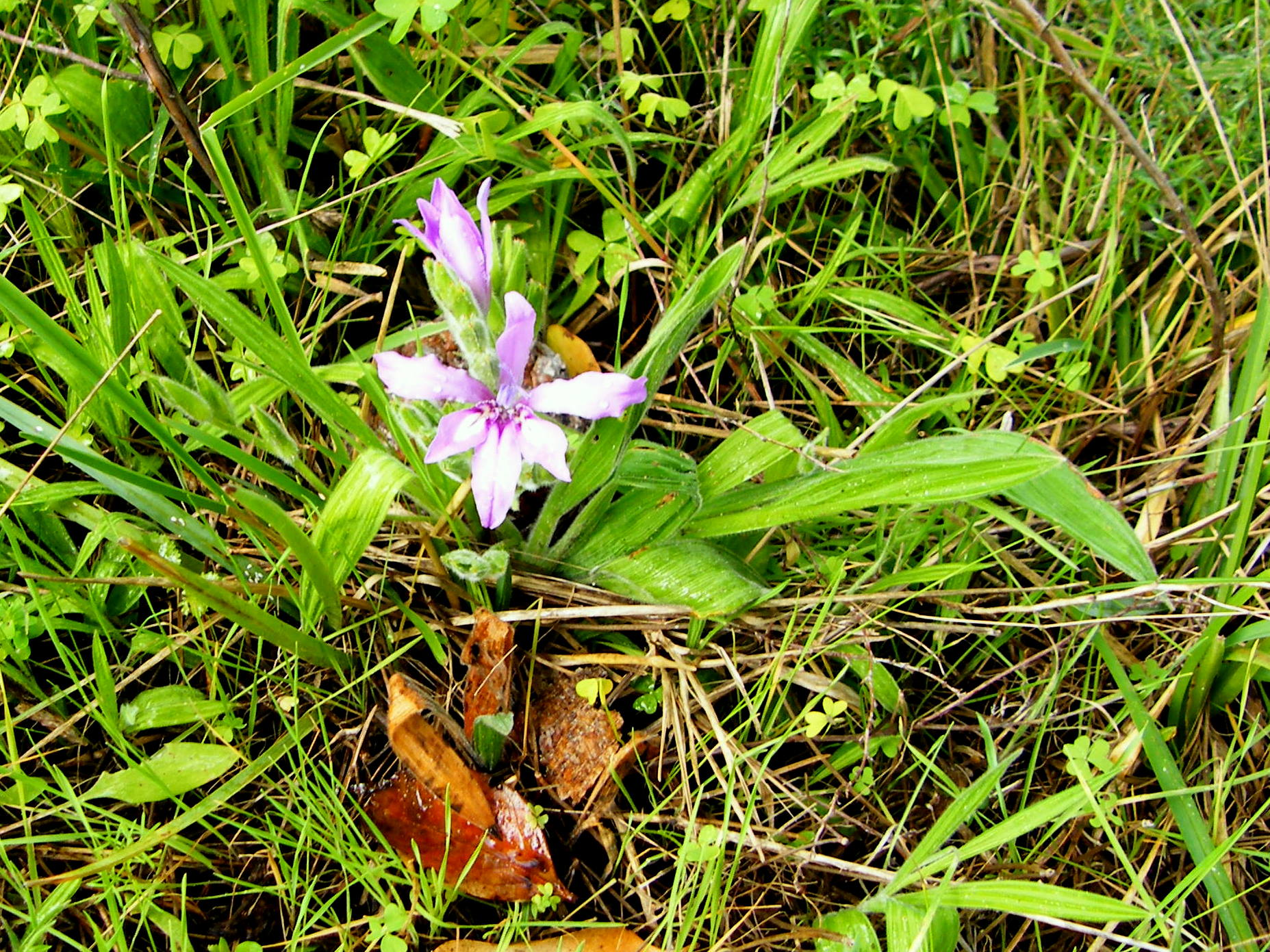
Vista de la planta

## Descripción
Es una planta perennifolia herbácea, geofita que alcanza un tamaño de 0,05 a 0,08 m a una altitud de 20 - 460 metros.

## Taxonomía
Babiana ambigua fue descrita por (Roem. & Schult.) G.J.Lewis y publicado en J. S. African Bot. Suppl. 3: 64 1959.
Etimología
Babiana: nombre genérico que proviene porque en la naturaleza, los babuinos recogen los bulbos de estas especies como alimento, de ahí proviene el nombre del género.
ambigua: epíteto latíno que significa "ambigua, dudosa"
Sinonimia
- Babiana obliqua Phillips
- Gladiolus ambiguus Roem. & Schult.
- Gladiolus mucronatus Lam.[8]